# Martin Adolf Bormann
Martin Adolf Bormann, Martin Bormann junior (wł. Adolf Martin Bormann ur. 14 kwietnia 1930 w Grünwald, zm. 11 marca 2013 w Herdecke) – niemiecki teolog oraz najstarszy z dziesiątki dzieci Martina Bormanna. Jego ojcem chrzestnym był Adolf Hitler.

## Młodość
Urodził się jako Adolf Martin Bormann i był pierwszym dzieckiem szefa kancelarii NSDAP i osobistego sekretarza Adolfa Hitlera, Martina Bormanna (1900-1945) i jego żony Gerdy Buch (1909-1946). Nosił przydomek Krönzi, który był skrótem słowa Kronprinz (pol. następca tronu). Był gorliwym młodym nazistą, uczęszczającym w latach 1940–1945 do akademii prowadzonej przez partię w Tyrolu. Gdy 15 kwietnia 1945 szkołę zamknięto, partyjny funkcjonariusz Hummel z Monachium doradził mu, aby spróbował dotrzeć do matki do ciągle zajętego przez Niemców Val Gardena/Gröden koło Sëlvy (niem. Wolkenstein) we włoskim Tyrolu Południowym. Nie był w stanie tam dotrzeć i znalazł się w Salzburgu, gdzie miejscowy gauleiter zapewnił mu fałszywe dokumenty identyfikacyjne i znalazł mu schronienie u katolickiego farmera Nikolausa Hohenwartera w Weißbach bei Lofer.
W tym czasie jego matka Gerda stała się obiektem ciągłych przesłuchań ze strony oficerów CIC (Combined Intelligence Committee – połączonych jednostek wywiadowczych brytyjskiego i amerykańskiego wywiadu). Wkrótce zmarła na raka w szpitalu więziennym w Meran 23 kwietnia 1946. W następnym roku Martin dowiedział się o śmierci matki z artykułu w gazecie „Salzburger Nachrichten”. Wtedy też przyznał się do swojej prawdziwej tożsamości Nikolasowi Hohenwaterowi, który przekazał z kolei tę informację lokalnemu księdzu w Weißbach, który poinformował przełożonego seminarium z kościoła Maria Kirchtal, a ten natychmiast wziął Bormanna pod swoją opiekę.
Bormann nawrócił się na katolicyzm. Gdy był ministrantem w Maria Kirchtal, został aresztowany przez amerykański wywiad i uwięziony w Zell am See na kilka dni w celu przesłuchania, po czym powrócił do swojej parafii. Przebywał tam aż do momentu, gdy przeniósł się do kościoła Serca Jezusa Misjonarza w Ingolstadt. Miał wtedy możliwość utrzymywania kontaktu ze wszystkimi swoimi braćmi i siostrami oprócz jednej.

## Okres kapłaństwa
W 1958 roku został wyświęcony na księdza i pełnił swoją posługę w zakonie Misjonarzy Najświętszego Serca Jezusowego. 13 maja 1961 został wysłany do nowo niepodległej Demokratycznej Republiki Konga, gdzie przebywał do 1964 roku.

## Życie po kapłaństwie
W 1969 roku uległ wypadkowi, po którym powracał do zdrowia pod opieką siostry Corduli. Wkrótce oboje porzucili stan duchowny i po uzyskaniu indultu sekularyzacyjnego, w 1971 roku pobrali się.
Bormann został nauczycielem teologii i odszedł na emeryturę w 1992 roku. W 2001 roku odwiedzał szkoły w Niemczech i Austrii, opowiadając o horrorze związanym z III Rzeszą. Odwiedził także Izrael i spotkał się z osobami, które przeżyły Holocaust. Na początku 2011 roku Bormann został oskarżony o przemoc i wykorzystywanie seksualne ucznia w szkole katolickiej w czasie, gdy był księdzem i nauczycielem, ponad 50 lat wcześniej. Bormann zaprzeczał, że wiedział coś na ten temat.
Zmarł 11 marca 2013.